# Justin Treichel
Justin Treichel (Duisburg, 4 maart 2003) is een Duits voetballer die speelt als doelman. In juli 2024 verruilde hij Schalke 04 voor Roda JC.

## Clubcarrière
Treichel speelde in de jeugd van TuRa 88 Duisburg en SC Bayer 05 Uerdingen, voor hij in 2016 opgenomen werd in de opleiding van Schalke 04. Deze doorliep hij en in het seizoen 2022/23 maakte hij zijn eerste minuten in het belofteteam van de club, uitkomend in de Regionalliga West. Gedurende anderhalf jaar stond Treichel daar vijftien keer onder de lat.
Na de jaargang 2023/24 verliep zijn contract bij Schalke, waardoor hij transfervrij kon verkassen naar Roda JC. Bij de club in Kerkrade zette hij zijn handtekening onder een verbintenis voor de duur van twee seizoenen, met een optie aan een jaar extra. Tijdens de eerste wedstrijden van het seizoen zat hij op de bank als reserve achter Koen Bucker. In de vijfde wedstrijd speelde hij voor het eerst mee, tegen FC Emmen. Namens die club scoorde Mike te Wierik, maar Thibo Baeten was tweemaal trefzeker en Tiago Çukur besliste de stand op 1–3 voor Roda. Treichel viel in de veertiende minuut in voor de geblesseerd geraakte Bucker.
Bucker moest door zijn blessure een streep zetten door de eerstvolgende paar maanden, waardoor Treichel tegen SC Cambuur zijn basisdebuut kon maken. Hier wist hij een strafschop van Mark Diemers te stoppen, waardoor met 0–0 gelijkgespeeld werd. Tijdens zijn eerste vier basisplaatsen voor Roda hield de Duitser de nul.

## Clubstatistieken
| Seizoen | Club          | Competitie     | Competitie | Competitie | Beker | Beker | Internationaal | Internationaal | Totaal | Totaal |
| Seizoen | Club          | Competitie     | Wed.       | Dlp.       | Wed.  | Dlp.  | Wed.           | Dlp.           | Wed.   | Dlp.   |
| ------- | ------------- | -------------- | ---------- | ---------- | ----- | ----- | -------------- | -------------- | ------ | ------ |
| 2022/23 | Schalke 04 II | Regionalliga   | 5          | 0          | —     | —     | —              | —              | 5      | 0      |
| 2023/24 | Schalke 04 II | Regionalliga   | 10         | 0          | —     | —     | —              | —              | 10     | 0      |
| 2024/25 | Roda JC       | Eerste divisie | 16         | 0          | 0     | 0     | —              | —              | 16     | 0      |
| 2025/26 | Roda JC       | Eerste divisie | 2          | 0          | 0     | 0     | —              | —              | 2      | 0      |
| Totaal  | Totaal        | Totaal         | 33         | 0          | 0     | 0     | 0              | 0              | 33     | 0      |

Bijgewerkt op 18 augustus 2025.